# Reinado Internacional del Café
Reinado Internacional del Café (spanisch für „Internationale Kaffeekönigin“) ist ein internationaler Schönheitswettbewerb in Kolumbien. 1957 wurde er als Kontinentaler Wettstreit unter dem Namen Reinado Continental del Café („Kaffeekönigin des Kontinents“) das erste Mal ausgetragen. Austragungsort war damals Manizales, wo er auch heute noch stattfindet. 1972 wurde eine Regeländerung beschlossen, die auch die Teilnahme von Wettbewerberinnen aus anderen Ländern gestattete, was daraufhin zur Umbenennung des Wettbewerbs führte. Verheiratete oder geschiedene Frauen sind nach dem Regelwerk bis heute nicht zugelassen. Im Jahr 2000 gewann die Kolumbianerin Angie Sanclemente Valencia, musste ihren Titel aber wieder zurückgeben, nachdem bekannt wurde, dass sie 1998 eine dreimonatige Ehe geführt hatte.
Die Veranstaltung findet jährlich im Januar zwischen mehr als 20 Konkurrentinnen statt. Ausnahmen waren die Jahre 1958, 1960, 1962, 1964–71, 1977–78, 1980 und 1986. Ausgerichtet und organisiert wird der Reinado Internacional del Café von dem Kultur- und Tourismusinstitut von Manizales. Deutschland gelang es als erstem Land außerhalb Lateinamerikas den Titel zweimal zu gewinnen, was danach nur noch Spanien gelang.

## Gewinner
| Jahr | Name                          | Land                    |
| ---- | ----------------------------- | ----------------------- |
| 1957 | Análida Alfaro                | Panama                  |
| 1959 | Denise Guimarães              | Brasilien               |
| 1961 | Mercedes Carrascosa           | Brasilien               |
| 1963 | Ana de Lourdes Zúñiga         | Honduras                |
| 1972 | María Stella Volpe            | Paraguay                |
| 1973 | Alicia Daneri                 | Argentinien             |
| 1974 | Luz María Osorio              | Kolumbien               |
| 1975 | Paulina Murgas                | Kolumbien               |
| 1976 | María de los Angeles González | Puerto Rico             |
| 1979 | Paulina Leighton              | Chile                   |
| 1981 | Milagros Germán               | Dominikanische Republik |
| 1982 | Eddy Cano                     | Kolumbien               |
| 1983 | Karen Mertens                 | Chile                   |
| 1984 | Ollie Thompson                | Honduras                |
| 1985 | Márcia Canavezes              | Brasilien               |
| 1987 | Mariella Princic              | Argentinien             |
| 1988 | Ana Márcia Marques            | Brasilien               |
| 1989 | Luana Freer                   | Costa Rica              |
| 1990 | Daniela Thieme                | Chile                   |
| 1991 | Viviana Muñoz                 | Costa Rica              |
| 1992 | Margaret Geymonat             | Uruguay                 |
| 1993 | Sabina Arenas                 | Kolumbien               |
| 1994 | Brenda Robles                 | Puerto Rico             |
| 1995 | Regilaine Bittencourt         | Brasilien               |
| 1996 | Cándida Lara                  | Dominikanische Republik |
| 1997 | Mónica Chacón                 | Peru                    |
| 1998 | Jairam Navas                  | Venezuela               |
| 1999 | Daira Lambis                  | Venezuela               |
| 2000 | Cristine de Mezerville        | Costa Rica              |
| 2001 | Francine Eickemberg           | Brasilien               |
| 2002 | Katharina Berndt              | Deutschland             |
| 2003 | Raquel Loureiro               | Portugal                |
| 2004 | Daniela Scholz                | Deutschland             |
| 2005 | Aránzazu Amoedo               | Spanien                 |
| 2006 | Alice Panikian                | Kanada                  |
| 2007 | Fabriella Quesada             | Costa Rica              |
| 2008 | Jéssica Jordan                | Bolivien                |
| 2009 | Alejandra Mesa                | Kolumbien               |
| 2010 | Mariana Notarângelo           | Brasilien               |
| 2011 | Sofinel Báez                  | Dominikanische Republik |
| 2012 | Ximena Vargas                 | Bolivien                |
| 2013 | Ivanna Vale                   | Venezuela               |
| 2014 | Priscilla Durand              | Brasilien               |
| 2015 | Yuri Uchida                   | Japan                   |
| 2016 | Maydeliana Diaz               | Venezuela               |
| 2017 | Marilú Acevedo                | Mexiko                  |
| 2018 | Carmen Serrano                | Spanien                 |
| 2019 | Scarlet Sánchez               | Kolumbien               |
| 2020 | Iris Guerra                   | El Salvador             |
| 2022 | Ismelys Velásquez             | Venezuela               |

## Gewinnerinnen nach Ländern
| Land/Territorium        | Titel |
| ----------------------- | ----- |
| Brasilien               | 8     |
| Kolumbien               | 6     |
| Venezuela               | 5     |
| Costa Rica              | 4     |
| Chile                   | 3     |
| Dominikanische Republik | 3     |
| Argentinien             | 2     |
| Bolivien                | 2     |
| Deutschland             | 2     |
| Honduras                | 2     |
| Puerto Rico             | 2     |
| Spanien                 | 2     |
| El Salvador             | 1     |
| Japan                   | 1     |
| Kanada                  | 1     |
| Mexiko                  | 1     |
| Panama                  | 1     |
| Paraguay                | 1     |
| Peru                    | 1     |
| Portugal                | 1     |
| Uruguay                 | 1     |

## Deutsche Teilnehmerinnen
| Jahr | Kandidat               | Land                   | Ergebnisse | Vergeben                 |
| ---- | ---------------------- | ---------------------- | ---------- | ------------------------ |
| 1998 | Nadja Hausmann         | Nordrhein-Westfalen    | Top 06     |                          |
| 1999 | Claudia Kandestiauwsks | Berlin                 |            |                          |
| 2000 | Liane Hampl            | Mecklenburg-Vorpommern | Top 06     |                          |
| 2002 | Katharina Berndt       | Bayern                 | Gewinnerin |                          |
| 2003 | Katja Wagner           | Hessen                 |            | Best Hair                |
| 2004 | Daniela Scholz         | Nordrhein-Westfalen    | Gewinnerin | Best Legs & Miss Press   |
| 2005 | Victoria Stadtlander   | Niedersachsen          |            | Customs Officers’ Choice |
| 2008 | Svetlana Tsys          | Berlin                 | Top 10     |                          |
| 2012 | Johanna Acs            | Nordrhein-Westfalen    |            |                          |
| 2013 | Romy Krawczyk          | Mecklenburg-Vorpommern |            |                          |
| 2014 | Manou Volkmer          | Niedersachsen          |            |                          |
| 2015 | Katharina Rodin        | Hessen                 |            |                          |
| 2016 | Selina Kriechbaum      | Hessen                 |            |                          |
| 2017 | Alexandra Waluk        | Niedersachsen          |            |                          |
| 2018 | Katrin Eisenberg       | Nordrhein-Westfalen    |            |                          |
| 2022 | Nuria Sánchez Almanazi | Bayern                 |            |                          |